# Telemedien
Telemedien war ein Rechtsbegriff für elektronische Informations- und Kommunikationsdienste, insbesondere eine Vielzahl von Internetdiensten. Der Begriff wurde unter anderem im Staatsvertrag für Rundfunk und Telemedien und im Jugendmedienschutz-Staatsvertrag der Länder sowie im Telemediengesetz des Bundes verwendet. Er wurde durch den nicht deckungsgleichen Begriff des digitalen Dienstes abgelöst.

## Geschichte
Im Zuge der Internetentwicklung kam es im August 1997 zur Ablösung des Bildschirmtext-Staatsvertrages durch zwei neue Regelungswerke, den Staatsvertrag über Mediendienste der Länder und das Teledienstegesetz des Bundes. Die dort verwendeten, nur schwer voneinander abgrenzbaren Rechtsbegriffe Mediendienst und Teledienst führten wegen der sich verstärkenden Medienkonvergenz zu Anwendungsschwierigkeiten. Bund und Länder verständigten sich daher im Februar 2007 auf eine Verbindung der Begriffe Teledienst und Mediendienst zum Kompositum Telemedien. Das Ziel waren einheitliche, bereichsspezifische Regelungen zur Erhöhung der Rechtssicherheit, z. B. für die elektronische Presse im Staatsvertrag für Rundfunk und Telemedien, für den Jugendmedienschutz im Jugendmedienschutz-Staatsvertrag und für die Verantwortlichkeit von Diensteanbietern im Telemediengesetz. Das BGB verwendete die Begrifflichkeit (z B. § 312i BGB) bei der Bestellung mittels Telemedien. Das Strafgesetzbuch (StGB) wurde 2015 angepasst, beispielsweise bei der Volksverhetzung (§ 130 Abs. 2 Nr. 2 StGB) oder der Gewaltdarstellung (§ 131 Abs. 2 StGB)  wurde der Begriff „Medien- oder Teledienste“ durch den Begriff „Telemedien“ ersetzt. Zum 1. Januar 2021 wurde verschwand der Begriff infolge der Einführung des neuen Begriffs Inhalt aus dem StGB.

## Abgrenzungsfragen
Der Begriff Telemedien wird in mehreren Rechtsbereichen verwendet und wirft in den jeweiligen Gesetzen und Staatsverträgen unterschiedliche dogmatische Abgrenzungsfragen auf:

### Telemedien mit journalistisch-redaktionell gestalteten Angeboten
Im Bereich der elektronischen Presse gelten für Telemedien mit journalistisch-redaktionell gestalteten Angeboten bestimmte Anforderungen, z. B. Sorgfaltspflichten (§ 55 RStV) und ggf. die Pflicht zur Aufnahme einer Gegendarstellung (§ 56 RStV). Die Unterscheidung der Telemedien mit journalistisch-redaktionellen Angeboten von sonstigen Internetdiensten ist in der Fachliteratur umstritten. Teilweise werden dazu die früheren Abgrenzungskriterien zwischen Mediendiensten und Telediensten entsprechend herangezogen.

### Telemedien und rundfunkrechtliche Zulassungspflicht
Die Landesmedienanstalten können feststellen, dass Telemedien dem Rundfunk zuzuordnen sind und dass eine rundfunkrechtliche Zulassungspflicht besteht (vgl. §§ 1 Absatz 1, 20 Absatz 2 RStV). Die Feststellung erfolgt durch einstimmigen Beschluss der Kommission für Zulassung und Aufsicht (ZAK), die als Organ der Landesmedienanstalten tätig wird (§ 36 Abs. 2 Nr. 8, § 35 Abs. 2 Satz 2 RStV). Wer Hörfunkprogramme ausschließlich im Internet verbreitet (Internetradio), bedarf keiner Zulassung. Er hat das Angebot der zuständigen Landesmedienanstalt anzuzeigen (vgl. § 20 b RStV).

### Telemedien der öffentlich-rechtlichen Rundfunkanstalten
Telemedien der öffentlich-rechtlichen Rundfunkanstalten sind nur zulässig, wenn sie einen sendungsbezogenen Inhalt haben (zu den Einzelheiten vgl. § 11 d RStV). Unter sendungsbezogenen Telemedien sind dabei Angebote zu verstehen, die der Aufbereitung von Inhalten aus einer konkreten Sendung einschließlich Hintergrundinformationen dienen, soweit auf für die jeweilige Sendung genutzte Materialien und Quellen zurückgegriffen wird und diese Angebote thematisch und inhaltlich die Sendung unterstützend vertiefen und begleiten (vgl. § 2 Absatz 2 Nr. 19 RStV). Neue oder veränderte Telemedienangebote können in einem Drei-Stufen-Test überprüft werden (vgl. § 11 f Absatz 4 RStV). Nach dem 12. Rundfunkänderungsstaatsvertrag ist die Verweildauer begrenzt. Die erlaubten Ausnahmen werden eigens ausgewiesen. Beispiel: Beim WDR werden die dauerhaft verfügbaren Inhalte durch das Wort archiv in der URL ausgewiesen.

### Telemedien und Trägermedien im Jugendmedienschutz
Im Bereich des Jugendmedienschutzes sind Telemedien alle nicht gegenständlichen Medien, die über elektronische Informations- und Kommunikationsdienste zugänglich gemacht werden. Hierzu zählen insbesondere Internet-Dienste (Online-Medien) wie Internetseiten, Chat, E-Mail, Messenger, Onlinespielen und Video-on-demand, aber auch der Teletext.  Der Begriff wird im Jugendmedienschutz-Staatsvertrag zur Unterscheidung von den Trägermedien verwendet, für die das Jugendschutzgesetz einschlägig ist.

### Telemedien und Verantwortlichkeit der Diensteanbieter
Die Verantwortlichkeit der Diensteanbieter von Telemedien richtet sich nach §§ 7 ff. Telemediengesetz. Im Anwendungsbereich des Telemediengesetzes sind Telemedien diejenigen elektronischen Informations- und Kommunikationsdienste, bei denen es sich nicht um Rundfunk im Sinne des RStV und nicht um bestimmte Telekommunikationsdienstleistungen im Sinne des Telekommunikationsgesetzes handelt.